# Шелекето, Максим Петрович
Максим Петрович Шелекето (род. 4 января 1987 года в Петровске, СССР) — российский профессиональный баскетболист, играющий на позиции тяжёлого форварда.

## Карьера
В сезонах 2004-07 выступал в молодёжных командах ПБК ЦСКА и «ЦСК-ВВС Самара».
В сезоне 2007-08 выступал за рижский ВЭФ.
В 2008-13 гг. — игрок клуба «Локомотив-Кубань».
В сезоне 2013 года перешёл в «УНИКС», в составе которого провёл один сезон.
19 июня 2014 года подписал 2-летний контракт с «Химками». За два сезона в составе подмосковного клуба Шелекето принял участие в 76 матчах, в которых его средние показатели составили 3.7 очка, 1.8 подбора, 0.5 передачи и 0.3 перехвата за 12 минут.
10 Июля 2017 года подписал контракт на один год с «Автодором».

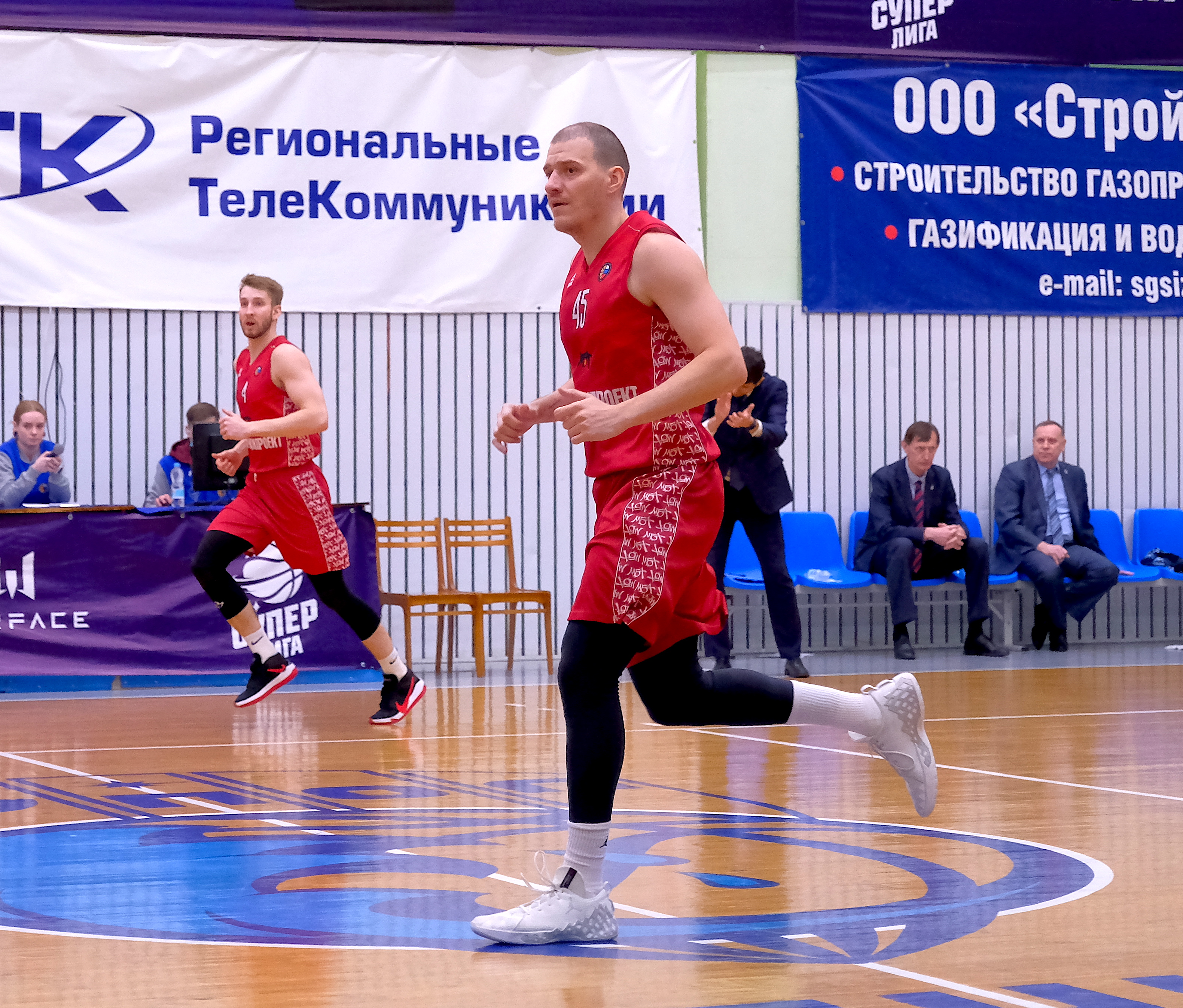
В составе МБА (2021)

9 июля 2018 года вернулся в «УНИКС», подписав контракт на один сезон. 16 июня 2019 года Шелекето покинул команду по истечении контракта.

## Награды
Согласно приказу Министерства спорта РФ № 109-нг от 3 августа 2015 года за подписью министра В. Л. Мутко, Максиму Шелекето присвоено спортивное звание «Мастер спорта России международного класса».

## Достижения
- Обладатель Еврокубка (2): 2012/2013, 2014/2015
- Серебряный призёр Еврокубка: 2013/2014
- Серебряный призёр Кубка вызова ФИБА: 2010/2011
- Серебряный призёр Единой лиги ВТБ (2): 2012/2013, 2014/2015
- Бронзовый призёр Единой лиги ВТБ: 2018/2019
- Серебряный призёр чемпионата России: 2014/2015
- Бронзовый призёр чемпионата России (2): 2011/2012, 2018/2019
- Бронзовый призёр Суперлиги: 2023/2024
- Обладатель Кубка России (2): 2013/2014, 2021/22
- Серебряный призёр Кубка России: 2016/2017